# Victoria Manni
Victoria Manni (ur. 23 sierpnia 1994 w Mediolanie) – włoska łyżwiarka figurowa, startująca w parach tanecznych z Carlo Röthlisbergerem. Uczestniczka mistrzostw świata i Europy, medalistka zawodów międzynarodowych, 4-krotna mistrzyni Szwajcarii (2017–2020) i wicemistrzyni Włoch (2023).
Jej matką jest Franca Bianconi, trenerka łyżwiarstwa figurowego.

## Osiągnięcia

### Pary taneczne

#### Z Carlo Röthlisbergerem (Szwajcaria, Włochy)
|                             | Szwajcaria | Szwajcaria | Szwajcaria | Szwajcaria | Włochy | Włochy | Włochy |
| Zawody                      | 16–17      | 17–18      | 18–19      | 19–20      | 21–22  | 22–23  | 23–24  |
| Międzynarodowe              |            |            |            |            |        |        |        |
| Mistrzostwa świata          |            |            | 23         | —          |        | 18     | 25     |
| Mistrzostwa Europy          | 25         | 23         | 24         | 20         |        | 11     | 15     |
| CS Alpen Trophy             |            |            | 10         |            |        |        |        |
| CS Golden Spin Zagrzeb      | 13         | 18         |            |            |        |        |        |
| CS Lombardia Trophy         |            |            | 10         |            |        | 8      |        |
| CS Memoriał Ondreja Nepeli  |            |            |            |            |        | 6      |        |
| CS Tallinn Trophy           | 14         |            | 8          |            |        |        |        |
| CS Warsaw Cup               |            |            |            | 10         |        |        | 4      |
| Bavarian Open               | 14         | 8          |            |            |        |        |        |
| Bosphorus Istanbul Cup      |            |            | 6          | 7          |        |        |        |
| Egna Trophy                 |            | 7          | 5          |            | 5      |        |        |
| International Challenge Cup |            |            |            |            | 5      |        |        |
| International Halloween Cup |            |            | 8          |            |        |        |        |
| Mentor Toruń Cup            | 9          |            | 7          | 8          |        |        |        |
| Santa Claus Cup             | 3          |            |            |            |        |        |        |
| Volvo Open Cup              |            |            | 10         | 6          |        |        |        |
| Zimowa uniwersjada          |            |            | 9          |            |        |        |        |
| Krajowe                     |            |            |            |            |        |        |        |
| Mistrzostwa Włoch           |            |            |            |            |        | 2      |        |
| Mistrzostwa Szwajcarii      | 1          | 1          | 1          | 1          |        |        |        |

#### Z Saverio Giacomellim (Włochy)
| CS Memoriał Ondreja Nepeli | 7 |
| CS Tallinn Trophy          | 7 |
| Lombardia Trophy           | 6 |
| Volvo Open Cup             | 4 |

#### Z Benjaminem Naggiarem (Włochy)
| Zawody                    | 14–15          |                |                |                |                |                |                |                |                |                |                |                |                |                |                |                |                |
| Międzynarodowe            | Międzynarodowe | Międzynarodowe | Międzynarodowe | Międzynarodowe | Międzynarodowe | Międzynarodowe | Międzynarodowe | Międzynarodowe | Międzynarodowe | Międzynarodowe | Międzynarodowe | Międzynarodowe | Międzynarodowe | Międzynarodowe | Międzynarodowe | Międzynarodowe | Międzynarodowe |
| ------------------------- | -------------- | -------------- | -------------- | -------------- | -------------- | -------------- | -------------- | -------------- | -------------- | -------------- | -------------- | -------------- | -------------- | -------------- | -------------- | -------------- | -------------- |
| International Cup of Nice | 10             |                |                |                |                |                |                |                |                |                |                |                |                |                |                |                |                |
| Krajowe                   |                |                |                |                |                |                |                |                |                |                |                |                |                |                |                |                |                |
| Mistrzostwa Włoch         | 7              |                |                |                |                |                |                |                |                |                |                |                |                |                |                |                |                |

### Solistki (Włochy)
| Zawody                                | 07–08          | 08–09          | 09–10          | 10–11          | 11–12          | 12–13          | 13–14          |                |                |                |                |                |                |                |                |                |                |
| Międzynarodowe                        | Międzynarodowe | Międzynarodowe | Międzynarodowe | Międzynarodowe | Międzynarodowe | Międzynarodowe | Międzynarodowe | Międzynarodowe | Międzynarodowe | Międzynarodowe | Międzynarodowe | Międzynarodowe | Międzynarodowe | Międzynarodowe | Międzynarodowe | Międzynarodowe | Międzynarodowe |
| ------------------------------------- | -------------- | -------------- | -------------- | -------------- | -------------- | -------------- | -------------- | -------------- | -------------- | -------------- | -------------- | -------------- | -------------- | -------------- | -------------- | -------------- | -------------- |
| Denkowa-Stawiski Cup                  |                |                |                |                |                | 6              | 13             |                |                |                |                |                |                |                |                |                |                |
| Memoriał Ondreja Nepeli               |                |                |                |                |                |                | 22             |                |                |                |                |                |                |                |                |                |                |
| Międzynarodowe: Kategorie młodzieżowe |                |                |                |                |                |                |                |                |                |                |                |                |                |                |                |                |                |
| JGP w Niemczech                       |                |                |                | 23             |                |                |                |                |                |                |                |                |                |                |                |                |                |
| JGP w Słowenii                        |                |                |                |                |                | 25             |                |                |                |                |                |                |                |                |                |                |                |
| JGP we Włoszech                       |                |                |                |                | 21             |                |                |                |                |                |                |                |                |                |                |                |                |
| Bavarian Open                         |                |                |                |                | 8 J            | 8 J            |                |                |                |                |                |                |                |                |                |                |                |
| Coupe Printemps                       |                |                |                |                | 11 J           |                |                |                |                |                |                |                |                |                |                |                |                |
| Crystal Skate of Romania              |                |                |                |                |                | 13 J           |                |                |                |                |                |                |                |                |                |                |                |
| Cup of Nice                           |                |                |                |                | 12 J           |                |                |                |                |                |                |                |                |                |                |                |                |
| Dragon Trophy                         | 9 AN           |                |                |                |                |                |                |                |                |                |                |                |                |                |                |                |                |
| Mentor Toruń Cup                      |                |                |                | 2 J            |                |                |                |                |                |                |                |                |                |                |                |                |                |
| Minsk-Arena Ice Star                  |                |                |                |                |                | 6 J            |                |                |                |                |                |                |                |                |                |                |                |
| NRW Trophy                            |                |                |                |                | 22 J           |                |                |                |                |                |                |                |                |                |                |                |                |
| Santa Claus Cup                       |                |                |                |                |                | 10 J           |                |                |                |                |                |                |                |                |                |                |                |
| Triglav Trophy                        |                |                |                | 5 J            | 9 J            |                |                |                |                |                |                |                |                |                |                |                |                |
| Warsaw Cup                            | 25 AN          | 3 AN           |                |                |                |                |                |                |                |                |                |                |                |                |                |                |                |
| Krajowe                               |                |                |                |                |                |                |                |                |                |                |                |                |                |                |                |                |                |
| Mistrzostwa Włoch                     | 12 J           |                | 9 J            |                | 11             | 9              |                |                |                |                |                |                |                |                |                |                |                |